# Malá Franková
Malá Franková (bis zum 19. Jahrhundert slowakisch auch „Frankovka“; deutsch Kleinfrankenau, Kleinfrankowa oder Kleinfrank, ungarisch Kisfrankvágása – bis 1892 Kisfrankova) ist eine Gemeinde im Norden der Slowakei mit 194 Einwohnern (31. Dezember 2024). Sie gehört zum Okres Kežmarok, einem Teil des Prešovský kraj und wird zur traditionellen Landschaft Zips gezählt.

## Geographie

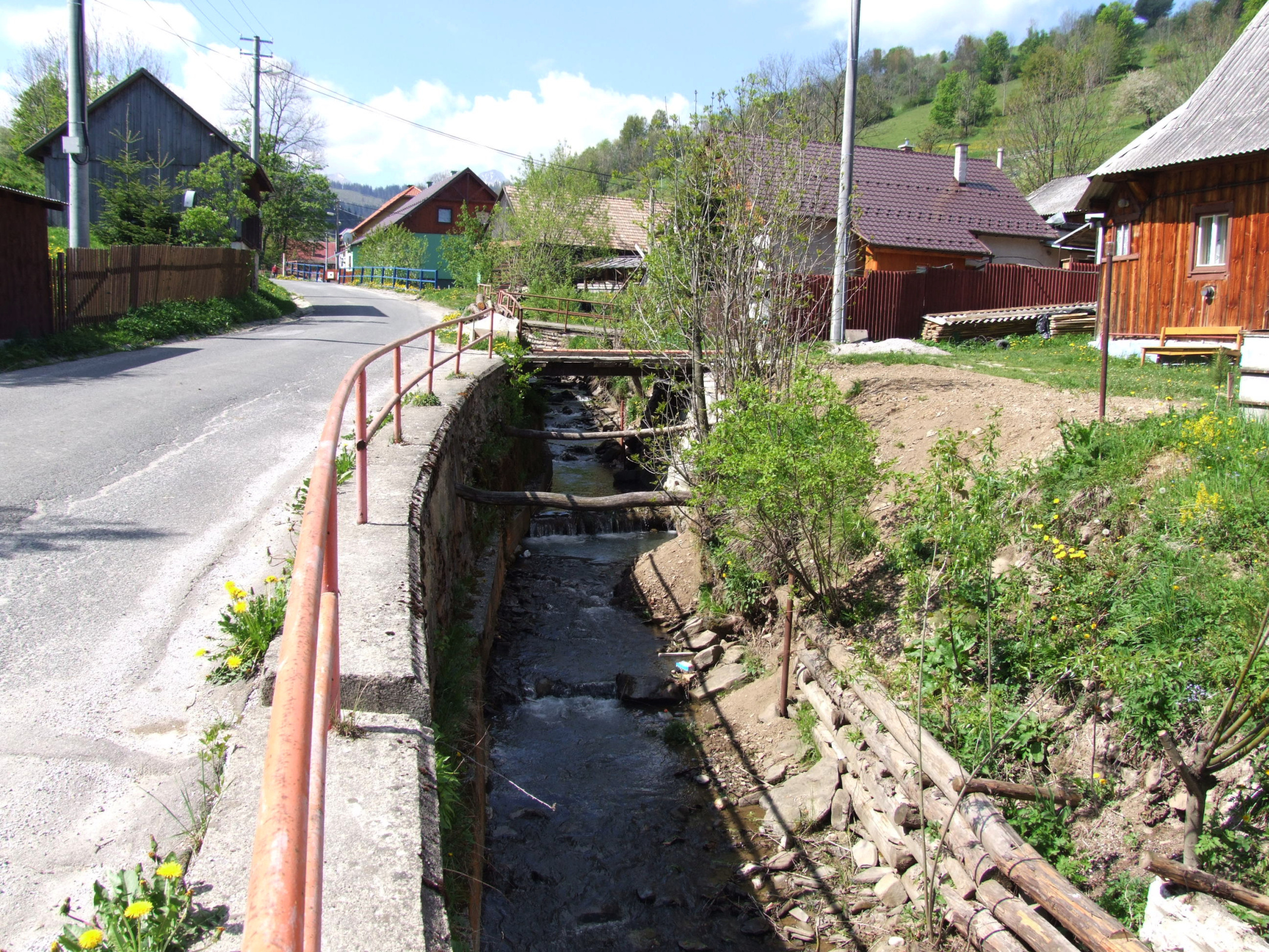
Ortsansicht und Bach Frankovský potok

Die Gemeinde befindet sich in der Zipser Magura im Tal des Baches Frankovský potok im Einzugsgebiet des Dunajec, nahe der polnischen Grenze. Das Ortszentrum befindet sich auf einer Höhe von 750 m n.m. und ist 13 Kilometer von Spišská Stará Ves sowie 37 Kilometer von Kežmarok entfernt.
Nachbargemeinden sind Veľká Franková im Norden, Jezersko, im Südosten, Vysoké Tatry (Katastralgemeinde Tatranská Lomnica) und Ždiar im Süden und Osturňa im Westen.

## Geschichte

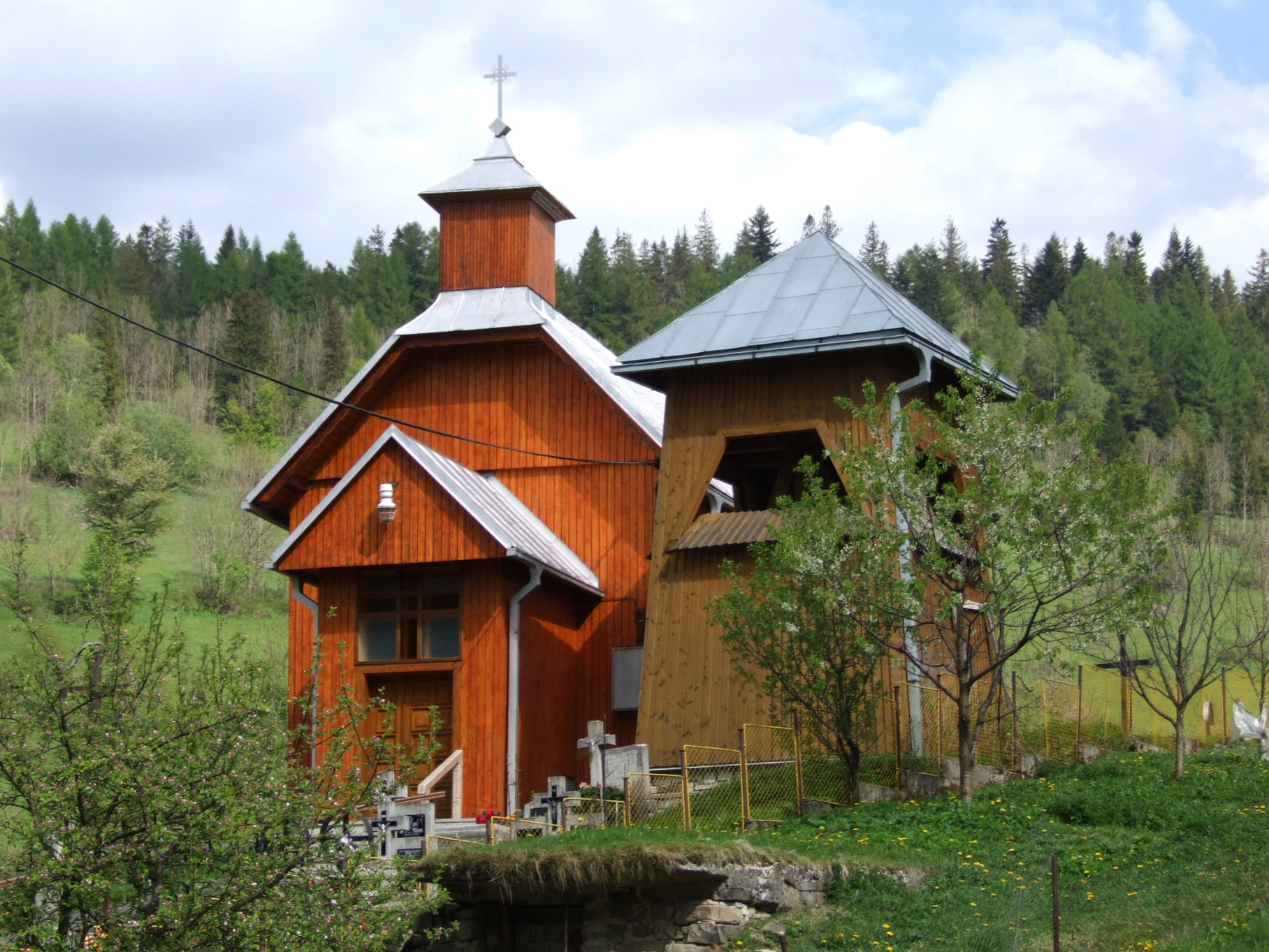
Holzkapelle und -glockenturm

Der Ort entstand im 16. Jahrhundert im Herrschaftsgebiet des Roten Klosters und wurde zum ersten Mal 1568 schriftlich erwähnt (andere Quellen geben erst das Jahr 1611 an). 1787 zählte man 35 Häuser und 272 Einwohner und 1828 44 Häuser und 336 Einwohner, die vorwiegend in der Landwirtschaft beschäftigt waren.
Bis 1918 gehörte der im Komitat Zips liegende Ort zum Königreich Ungarn und kam danach zur Tschechoslowakei beziehungsweise heute Slowakei.
Von 1979 bis 1990 war Malá Franková mit Veľká Franková zur Einheitsgemeinde Franková zusammengeschlossen.

## Bevölkerung
| Jahr                | 1994 | 2004    | 2014    | 2024    |
| ------------------- | ---- | ------- | ------- | ------- |
| Anzahl der Personen | 197  | 186     | 181     | 194     |
| Unterschied         |      | −5,58 % | −2,68 % | +7,18 % |

| Jahr                | 2023 | 2024    |
| ------------------- | ---- | ------- |
| Anzahl der Personen | 189  | 194     |
| Unterschied         |      | +2,64 % |

Gemäß der Volkszählung 2011 wohnten in Malá Franková 186 Einwohner, davon 179 Slowaken und ein Jude; zwei Einwohner waren anderer Ethnie. Vier Einwohner machten diesbezüglich keine Angabe. 179 Einwohner bekannten sich zur römisch-katholischen Kirche und vier Einwohner zur griechisch-katholischen Kirche. Ein Einwohner war konfessionslos und bei zwei Einwohnern wurde die Konfession nicht ermittelt.

## Bauwerke
- Holzkapelle und -glockenturm aus dem Anfang des 20. Jahrhunderts